# منيزاح (وادي العين)

تعديل مصدري - تعديل

منيزاح هي إحدى قرى عزلة وادي العين بمديرية حورة التابعة لمحافظة حضرموت، بلغ تعداد سكانها 340 نسمة حسب تعداد اليمن لعام 2004.